# .sn
.sn is het achtervoegsel van domeinen van websites uit Senegal.